# Lovce
Lovce – wieś (obec) na Słowacji, w kraju nitrzańskim, w powiecie Zlaté Moravce.